# Управление мусульман Узбекистана
Управление мусульман Узбекистана (узб. Oʻzbekiston musulmonlari idorasi) — религиозная организация, руководящая мусульманами Узбекистана. Преемник Духовного управления мусульман Средней Азии и Казахстана (САДУМ).

## История
Исламский религиозный деятель, проповедник, учёный-богослов и правовед, шейх-уль-ислам Эшон Бабахан зимой 1943 года обратился к мусульманским общинам Средней Азии и Казахстана с призывом к объединению. Через председателя Президиума Верховного Совета Узбекской ССР Юлдаша Ахунбабаева Эшон Бабахан с группой религиозных деятелей начал переговоры с правительством СССР о создании Духовного управления мусульман Средней Азии и Казахстана по типу уже существовавшего Центрального духовного управления мусульман СССР. 12 июля 1943 года последовало официальное обращение инициативной группы во главе с Эшоном Бабаханом к председателю Президиума Верховного Совета СССР М. И. Калинину. Вскоре инициатива о создании исламского духовного центра в Средней Азии была одобрена в Москве. В июле 1943 года Эшон Бабахан был вызван в Москву. В Кремле состоялась его встреча с И. В. Сталиным, который сам предложил Эшону Бабахану собрать Курултай мусульман и образовать Духовное управление в Ташкенте. Иосиф Виссарионович акцентировал внимание на том, что первоочередной задачей мусульманского сообщества должна была стать реальная помощь с его стороны в борьбе с немецко-фашистскими захватчиками. Первый Курултай мусульманских улемов проходил 15-20 октября 1943 года в Ташкенте, там же принято решение о создании Духовного управления мусульман Средней Азии и Казахстана (САДУМ).

### Раскол, преобразование и переименование
В 1990 году произошёл раскол в Кади казият, казият Казахстана вышел из состава САДУМ и создало независимый «Муфтият мусульман Казахстана», который затем был переименован в «Духовное управление мусульман Казахстана» (сокращ. ДУМК) и стал первым среди духовных управлений мусульман среднеазиатских республик, отделившихся от САДУМ. Датой основания ДУМК считается первый курултай мусульман Казахстана 12 января 1990 года. 
В течение двух лет с января 1990 по 1992 годы САДУМ не признавало «Духовное управление мусульман Казахстана», и считало что его юрисдикция распространяется и на всех мусульман Казахстана. В 1992 году Духовное управление мусульман Средней Азии и Казахстана признала независимость  «Духовное управление мусульман Казахстана»  и переименовалась в "Управление мусульман Мавераннахр". После распада СССР и получения независимости мусульмане Кыргызстана, Таджикистана и Туркменистана начали создавать свои обособленные организации. С 1996 года "Управление мусульман Мавераннахр" снова была переименована и получило нынешнее название. Управление действует как независимая организация и формально не подчиняется государству.

## Структура
Управление занимается вопросами религии среди мусульман в Узбекистане, издает фетвы, назначает имамов мечетей и обучает священнослужителей. Материально это обеспечивается за счет пожертвований мусульманами страны, подсобными хозяйствами и из других источников доходов. Руководящим органом управления является Высший совет, а его председатель носит титул муфтия.
В управлении есть отделы права, международных отношений, образования и профессиональной подготовки, мечетей и фетв. Подготовкой кадров занимается Ташкентский исламский институт (1971) и десять средних специальных исламских школ (две из которых женские).
Издательство «Мавераннахр» издаёт религиозную литературу, религиозный календарь и другое. Управление мусульман поддерживает контакты со многими религиозными организациями в зарубежных странах. Ежегодно принимает активное участие в организации паломничества 3,5-4 тысяч человек.

## Муфтии

### Духовное управление мусульман Средней Азии и Казахстана
- Эшон Бабахан ибн Абдулмажидхан (1943—1957)
- Зияуддинхан ибн Эшон Бабахан (1957—1982)
- Шамсиддинхан Бабаханов (1982—1989)
- Мухаммад Юсуф, Мухаммад Садык (1989—1992)

### Управление мусульман Мавераннахр
- Мухаммад Юсуф, Мухаммад Садык (1992—1993)
- Абдуллаев, Мухторджон Турдиалиевич (1993—1996).

### Управление мусульман Узбекистана
- Абдуллаев, Мухторджон Турдиалиевич (1996—1997).
- Абдурашид Кори Бахромов (1997—2006)
- Усманхон Алимов (2006—2021)[3][4]
- Нуриддин Халикназаров (19.10.2021 - н.в.)[5]